# Amphiactis
Amphiactis is een geslacht van zeeanemonen uit de klasse van de Anthozoa (bloemdieren).

## Soort
- Amphiactis orientalis Verrill, 1869